# Варо Кирико (Напуљ)
Варо Кирико је насеље у Италији у округу Напуљ, региону Кампанија.
Према процени из 2011. у насељу је живело 280 становника. Насеље се налази на надморској висини од 221 м.